# Otto Kallir
Otto Kallir (geboren als Otto Nirenstein), (* 1. April 1894 in Wien, Österreich-Ungarn; † 30. November 1978 in New York City, USA) war ein austroamerikanischer Kunsthistoriker, Essayist, Verleger und Galerist.

## Leben
Otto Nirenstein war ein Sohn des Juristen Jacob Nirenstein und der Clara Engel. Er besuchte das Akademische Gymnasium und studierte von 1912 bis 1914 und nach seinem Kriegseinsatz im Ersten Weltkrieg wiederum von 1919 bis 1920 an der Technischen Hochschule Wien, gab das Studium aber wegen des herrschenden Antisemitismus auf. Gleichzeitig begann er seine Karriere als Verleger und Galerist mit der 1919 erfolgten Gründung des „Verlags Neuer Grafik“ und 1923 mit der „Neuen Galerie“ in Wien-Innere Stadt, heute die Galerie nächst St. Stephan, wo er erstmals eine größere Egon-Schiele-Ausstellung veranstaltete. Nirenstein entwickelte sich danach zu einem international angesehenen Kunsthändler, er verlegte bibliophile Werke über Gustav Klimt, Oskar Kokoschka, Egon Schiele und Alfred Kubin und rettete 1931 Bilder von Richard Gerstl vor dem Verfall. Auch die Maler Fritz Waerndorfer, Hans Pilhs und Leopold Hauer fanden sich in seinen Ausstellungen. Nirenstein nahm 1927 ein Studium der Kunstgeschichte auf, das er 1931 mit einer Dissertation zum Thema Beiträge zur Vischerforschung bei Julius von Schlosser abschloss.
1933 änderte Otto Nirenstein seinen Namen auf Kallir. Nirenstein, Homonym für Nierenstein, ist einer der spöttischen Namen, welche in der Habsburgermonarchie im 18. Jahrhundert jüdischen Familien zwangsweise zugeteilt wurden. Kallir war der hebräische Name eines Familien-Zweiges, den Otto nun selbst zu führen beschloss.
Da nach dem Anschluss Österreichs die Gefahr der Inhaftierung durch die Nationalsozialisten bestand, war Kallir aufgrund der Verfolgung aus „rassischen“ Gründen und wegen seiner offenen Unterstützung der Regierung Kurt Schuschnigg zur Emigration nach Frankreich gezwungen. In Paris gründete er die Galerie „St. Etienne“ (St. Stephan). Durch die Entwicklung der politischen Situation musste er 1939 in die USA emigrieren, wo er im selben Jahr in New York ebenfalls die Galerie „St. Etienne“ gründete und in dieser 1941 wiederum die erste Schiele-Ausstellung in den USA veranstaltete. Seinen steten Bemühungen um diesen Künstler ist die internationale Anerkennung Schieles zuzuschreiben. Über die amerikanische Malerin Grandma Moses schrieb er ein Buch, den Maler Josef Scharl stellte er aus. Kallir erhielt 1945 die amerikanische Staatsbürgerschaft.
Die „Autographensammlung Otto Kallir“ befindet sich in der Wienbibliothek im Rathaus. Sein Nachlass wird im Leo Baeck Institut in New York und im Archiv der Österreichischen Galerie im Belvedere aufbewahrt.
Kallir gehörte zu den Pionieren des Amateurfunks in Österreich (OE1OK) und war ein leidenschaftlicher Fotograf. Im Jahre 1922 heiratete er in Wien die Deutsche Franziska Baronin zu Löwenstein.

## Otto Kallir und Willibald Plöchl
In Amerika wurde Kallir Leiter der österreichischen Flüchtlingsvereinigung Austrian-American League. Willibald Plöchl, der Gründer des Free Austrian National Council, machte ihn verantwortlich für die Differenzen, die zwischen ihm und Otto Habsburg entstanden waren. Im Zusammenhang damit wurde Kallir aus dem Umkreis Plöchls beim FBI beschuldigt, ein „früherer Agent Hitlers und Mussolinis“ gewesen zu sein und mit Raubkunst gehandelt zu haben. Er erlitt deshalb am 12. Dezember 1942 einen fast tödlichen Herzinfarkt; nach seiner langen Rekonvaleszenz schied er aus der Austrian-American League und hatte von da an nichts mehr mit Politik zu tun.
Die Washington Post, in der ein Artikel über seine Nazi-Verbindungen erschienen war, veröffentlichte ein Entschuldigungsschreiben; das FBI stellte die Ermittlungen auf Befehl von J. Edgar Hoover als auf Verleumdungen basierend ein. Otto Habsburg schrieb am 14. April 1942 in einem Bericht an das OSS (Office of Strategic Services, Vorläufer der CIA):
„Kallir war vielen Angriffen ausgesetzt. Es scheint, diese Angriffe waren unberechtigt. Kallir ist ehrlich, hat aber eine sehr unglückliche Hand in der Politik.“

## Auszeichnungen
- 1968: Silbernes Ehrenzeichen für Verdienste um das Land Wien